# Preis Károly
Preis Károly, névváltozata: Preisz (Bécs, 1870. november 12. – Budapest, 1950. március 22.) bőrgyógyász, urológus, hebraista.

## Élete
Preis Miksa bőrkereskedő és Steinherz Janka fia. Jesivában és az Országos Rabbiképzőben tanult, majd az orvosi pályára lépett. Az 1900-as évek elején a Szent István Kórházban volt alorvos. Ezt követően az Országos Munkásbiztosító Intézet osztályvezető főorvosaként dolgozott, de 1921-ben menesztették állásából. Később az Újságírók Kórház Szanatórium Egyesületének szakorvosa volt. Számos cikket írt a bőrgyógyászat és az urológia témakörében magyar és külföldi lapokba.
Több halachikus munkáját közölte a Hacofe című héber tudományos lap.

## Családja
Felesége Stern Gizella volt, akit 1907. szeptember 1-jén Budapesten, az Erzsébetvárosban vett nőül polgári szertartáson, s ugyanaznap a Dohány utcai zsinagógában egyházi keretek között.
Gyermekei:
- Preis Katalin (1909–?). Férje Valkó István Pál gépészmérnök, matematikus.
- Preis Szigfrid Géza (1910–?) orvos.

## Művei
- A háborús syphilodologia és bőrgyógyászat köréből. Budapest, 1915. 18 l. (Különnyomat a Gyógyászatból)
- Die Trephalehre im Lichte der medizinischen Wissenschaft (tanulmány, Monatsschrift für Geschichte und Wissenschaft des Judenthums)
- Die Medicin in der Kabbala (tanulmány, Monatsschrift für Geschichte und Wissenschaft des Judenthums)
- A kasrusz és a zsidó vallás tisztasági törvényei szociálhygiéniai szempontból
- A syphilis gyógyitása az újabb tudományos vívmányok alapján (1910)
- A syphilis ismertető jelei (Budapest, 1923)

## Díjai, elismerései
- az Osztrák Vöröskereszt II. osztályú díszjelvénye hadiékítménnyel (1916)